# Eretmocerus australis
Eretmocerus australis är en stekelart som beskrevs av Girault 1921. Eretmocerus australis ingår i släktet Eretmocerus och familjen växtlussteklar. Inga underarter finns listade i Catalogue of Life.